# Ганчар, Мацей
Ма́чей Га́нчар (пол. Maciej Ganczar; 19 января 1976 год, Лодзь) — критик немецкой литературы, литературовед, автор публикаций педагогических методик, в том числе специализированного языка.

## Резюме
Мачей Ганчар окончил Высшую педагогическую школу в Ченстохове (1998), Щецинский университет (2000). Докторантуру факультета филологии закончил в Силезском университете в Катовицах, где в 2007 году получил степень кандидата наук в области немецкой литературы. В 2001—2005 годах работал преподавателем в Варшавском университете. В период с 2001 по 2004 преподавал в Медицинской академии в Варшаве. В 2010—2012 годах преподавал в итальянском университете Università del Salento в Лечче. С марта 2013 занимает должность заведующего кафедрой иностранных языков Варшавского медицинского университета, где также является основателем и директором Летней школы польского языка и культуры для иностранцев и Польского доврачебного колледжа для абитуриентов. С 2010 года является членом комиссии по учебникам для общего образования в Министерстве Национального Образования РП.
Мачей Ганчар является переводчиком литературы. Перевел драмы таких известных австрийских и швейцарских писателей, как Герман Брох, Эдён фон Хорват, Артур Шницлер и Макс Фриш. Кроме того, перевел произведения таких современных немецких драматургов, как Вильгельм Геназино, Андреа М. Шенкель, Керстин Шпехт, Марк Беккер и Лукас Холлигер.
Помимо вышеперечисленного Мачей Ганчар является членом Международной рабочей группы Германа Броxа (Internationaler Arbeitskreis Hermann Broch) в Вашингтоне, президентом Национальной ассоциации переводчиков литературы и членом Ассоциации Бристоль, объединяющей польских и зарубежных преподавателей польской культуры и польского языка.

## Публикации

### Книги (выбор)
- История австрийской литературы, PWN, Варшава 2016.
- Romantische Künstlerfiguren in der Prosa Петра Хартлинга, Петер Ланг, Франкфурт-на-Майне 2015.
- Немецкий в фельдшерской практике, PZWL, Варшава 2011.
- Hörverstehen. Учебник практики слуха + CD, Poltext, Варшава 2010.
- Deutsch für Krankenpflege und Hebammenkunde. Немецкий язык для медицинских сестер и акушерок + CD, PZWL, Варшава 2010.
- Английский для бизнеса + CD, Poltext, Варшава 2009.
- Юриспруденция. Немецкий язык. Практические упражнения и специализированная лексика, Hueber-Польша, Варшава 2009.
- Как писать по-немецки? Langenscheidt, Варшава 2008.
- Kreuzworträtsel. Немецкий словарь, Poltext, Варшава 2008.
- Медицина. Карманный польско-немецкий, немецко-польский словарь, Hueber-Польша, Варшава 2008.
- Лексический сборник. СМИ, Poltext, Варшава 2007.
- Лексический сборник. Политика, Poltext, Варшава 2007.
- Медицина. Немецкий язык. Практические упражнения и специализированная лексика, Hueber-Польша, Варшава, 2007.
- Самоучитель лексики. Fachsprache Wirtschaft, LektorKlett, Познань 2007.
- Лексический сборник. Спорт, Poltext, Варшава 2006.
- Лексический сборник. Туризм, Poltext, Варшава 2006.
- Самоучитель лексики. Немецкий, LektorKlett, Познань 2006.

### Редакции научных трудов (выбор)
- Художественная литература и медицина. Homini, Краков 2015 (соредактор: Петр Вильчек).
- Артур Шницлер: Избранные драмы. Том I и II. ADiT, Варшава 2014.
- Переводчик и перевод — вызов современности. Издательство «Śląsk», Катовице 2013 (соредактор: Петр Вильчек).
- Эдён фон Хорват: Избранные драмы. Том I и II. ADiT, Варшава 2012.
- Роль переводчика и толкования в эпохе мультикультурализма и глобализации. Издательство «Śląsk», Катовице 2012 (соредактор: Петр Вильчек).
- Deutsche Grammatik für alle. Грамматика немецкого языка не только для выпускников средней школы. Poltext, Варшава 2011.

### Статьи (выбор)
- В кругу одиночества, или несколько слов об австрийской драме: Антология новых произведений австрийских авторов. ADiT, Варшава 2012, стр. 5-16.
- О драматурге Вильгельме Геназино на закате его прозаических произведений, в Геназино Вильгельм: Дорогой Бог, сделай меня слепым. Драма. ADiT, Варшава 2011, стр. 5-11.
- О «Радиообращении к немецкому народу» Германа Броха, в: Филология, выпуск 2, Научные работы 25/2010, стр. 13-16.
- О концепции учебника «Немецкий язык в фельдшерской практике», Филология, выпуск 2, Научные работы 25/2010, стр 91-98..
- О Вольфе Вондратшку и его Пожарном, в: RED 2/12 2010, стр. 41-43.
- О менее известной немецкой драматургии, Современное искусство молодых немецких авторов. Связь. Антология, Том II. ADiT, Варшава 2010, стр. 7-17.
- О немецкой драматургии в современном немецком искусстве выдающихся авторов. Приближение. Антология, том I. ADiT, Варшава 2010, стр. 9-18.
- Австрийская литература в эпоху фашизма. Филология, Выпуск 1, Научные работы 23/2009, стр 23 — 35.
- Польско-английско-немецкий словарь литературных терминов, Школа иностранных языков, 3/2008, стр. 150—159.
- О Германе Броxе и прощальной речи Гитлера, Одра номер 5/2008, стр. 36-38.
- «Ich finde um zu erfinden.» Peter Härtling im Gespräch mit Maciej Ganczar, в: Исследования германиста, Bd. XXXVII, стр. 305—308, Варшава 2008.
- Eine Studie über die Identität des Künstlers Wilhelm Waiblinger im Roman «Waiblingers Augen»', Питер Хартлинг, в: Диалог языков и культур. Научная конференция, стр. 313—322, Варшава, 2007.
- Peter Härtlings Künstlerbiographie «Schumanns Schatten» — das Dokumentarische und das Fiktionale, в: Исследования германиста, Bd. XXXII, стр. 527—538, Варшава 2006.
- Der Künstler E.T.A. Hoffmann im Roman «Hoffmann oder Die vielfältige Liebe» von Peter Härtling. Vom Verarbeiten des Biographischen im literarischen Werk, в: Исследования германиста, Bd. XXXI, стр. 529—538, Варшава 2005.
- О необходимости выпуска учебных материалов для немецкого правового языка, в: Linguarum Orbis, Изд. 29, стр. 431—440, Вроцлав, 2005.

### Отзывы
- Языковое учебное пособие «Начало 1. Выживание польского», в: «Польский в Германии. Письмо Федеральной ассоциации преподавателей польского языка» 1/2013, стр. 122—124.
- Агнешка Херзиг: Практический немецкий для акушерок. Языковое руководство. Издательство медицинской литературы PZWL, Варшава 2010, в: «Вопросы филологии 2», «Научные доклады» 25/2010, стр 119—121.
- Почему «Deutsch für Krankenpflege und Hebammenkunde»?, в: «Журнал медсестры и акушерки», № 7-8, июль-август 2010, стр. 23.

### Литературные переводы (выборочно)
- Рольф Хоххут: Врачи. ADiT, Варшава 2016.
- Артур Шницлер: Избранные драмы. Том I и II. ADiT, Варшава 2014.
- Эдён фон Хорват: Избранные драмы. Том I и II. ADiT, Варшава 2012.
- Вильгельм Геназино: Дорогой Бог, сделай меня слепым. Драма. ADiT, Варшава 2011.
- Герман Брох: Отпущение грехов. Взятые с воздуха. Драма. ADiT, Варшава 2010.
- Современное искусство молодых немецких авторов. Конец света. Антология, Том II, ADiT, Варшава 2010.
- Современное искусство выдающихся авторов Германии. Приближение. Антология, Том I, ADiT, Варшава 2010.
- Вульф Вондтрашек: Пожарный, в: RED 2/12 2010, стр 44-49.